# 카를 프레드리크 빌카마
카를 프레드리크 "칼레" 빌카마(핀란드어: Karl Fredrik "Kalle" Wilkama, 1876년 3월 27일 ~ 1947년 7월 15일)는 핀란드의 군인이다. 최종 계급은 보병대장이고, 핀란드 육군 최고사령관을 역임했다. 1919년 이전까지는 이름이 빌크만(Wilkman)이었다.
1899년 러시아 제국 육군 장교로 임관했다. 기록에 따르면 1889년 5월 30일부터 군직을 시작했다고 하는데 이를 그대로 믿는다면 그는 13세 때 군인이 된 것이 된다.
1918년 4월 12일 소장으로 진급했고 핀란드 동부군을 지휘했다. 1818년 5월 31일, 만네르헤임 기병대장이 사임하자 그 후임으로 핀란드 육군 총사령관으로 임명되었다가 불과 2.5개월간 재임하고 1919년 6월 18일 제대했다. 그러나 1919년 9월 12일 총사령관으로 재취임해 1924년 8월 7일까지 역임했고 그 와중인 1922년 5월 16일 중장으로 진급했다.
1925년 10월 2일 세 번째로 총사령관직을 맡게 되어 1926년 5월 22일 직에서 물러났다. 1928년 5월 16일 보병대장으로 진급했고, 겨울전쟁 및 계속전쟁 당시 총사령부에서 일했다.
| (핀란드 공화국군 대총장) 기병대장 칼 구스타프 에밀 만네르헤임 남작 | 핀란드군 핀란드군 대총장 1918년 5월 31일 – 1918년 8월 12일 | 후임 소장 빌헬름 알렉산데르 테슬레프 |

| (핀란드군 대총장) 대령 루돌프 발덴 | 제1대 핀란드 육군총장 1919년 1월 1일 – 1919년 6월 19일 | 후임 소장 카를로 에드바르드 키베캐스 |

| (핀란드 육군총장) 소장 카를로 에드바르드 키베캐스 | 제1대 핀란드 공화국 전쟁총장 1919년 9월 12일 – 1924년 8월 7일 | 후임 중장 빌호 페테르 네노넨 |

| 전임 엽병대령 라우리 말름베르그 | 제4대 핀란드 공화국 전쟁총장 1925년 10월 2일 – 1926년 5월 21일 | 후임 중장 아르네 시흐보 |